# 佩瑟
佩瑟（法語：Péseux，法語發音：[pezø]）是法国杜省的一个市镇，位于该省东北部，属于蒙贝利亚尔区。

## 地理
佩瑟（47°18'59"N, 6°40'47"E）面积6.63 平方千米，位于法国勃艮第-弗朗什-孔泰大區杜省，该省份为法国东部内陆省份，北起上索恩省，西接汝拉省，东部及东南部与瑞士接壤，东北部与贝尔福地区省接壤。
与佩瑟接壤的市镇（或旧市镇、城区）包括：索勒蒙、莱泰尔德绍、弗鲁瓦德沃、巴尔贝什河畔罗西耶尔、瓦洛讷。

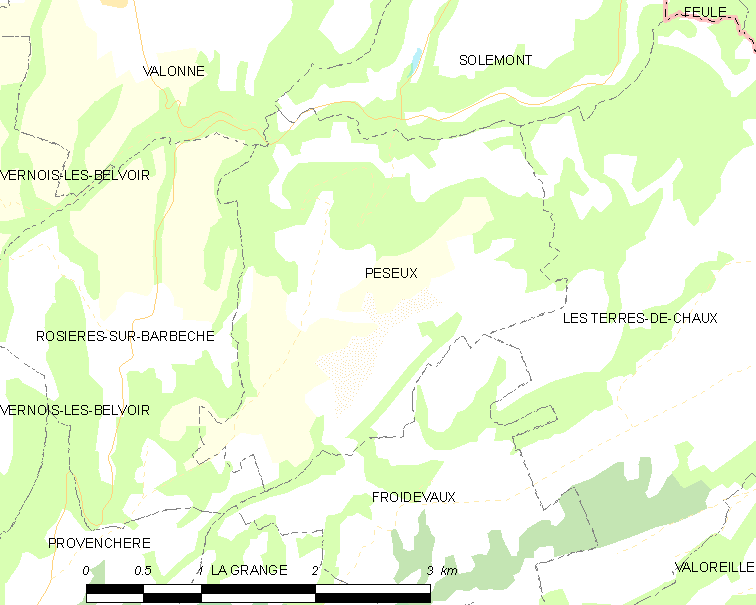
佩瑟的OSM定位图

佩瑟的时区为UTC+01:00、UTC+02:00（夏令时）。

## 行政
佩瑟的邮政编码为25190，INSEE市镇编码为25449。

## 政治
佩瑟所属的省级选区为瓦尔达翁县。

## 人口

1962-2008年间佩瑟人口变化图示

佩瑟于2022年1月1日时的人口数量为136人。